# Marie-Joseph Toussaint de Carné de Trécesson
Marie-Joseph Toussaint de Carné de Trécesson est un officier français né à Morlaix dans le Finistère en 1715. Il passe en Nouvelle-France en 1756 avec Montcalm, est mortellement blessé à la bataille de Sainte-Foy et décède le 9 mai 1760 à l'hôpital général de Québec.

## Carrière militaire
Il est cadet en 1729, lieutenant en 1733, promu capitaine en 1741, capitaine des grenadiers en 1756, et obtient le grade de lieutenant-colonel du 3e bataillon du Berry en 1756 en Nouvelle-France. Il fut blessé mortellement à la bataille de Sainte-Foy.

## 2e bataillon
Il y avait également un autre bataillon du Berry au Canada à la même époque : le 2e bataillon, commandé par le lieutenant-colonel de Trivio.